# Футболист № 1 на България
Футболист №1 на България е годишна награда, присъждана на най-добрия български футболист за годината. Победителят се избира от акредитирани журналисти.

## История
За пръв път анкетата е организирана през 1931 г. от в. „Спорт“ и най-добрият футболист на България е определен между читателите на вестника.
През 1942 г. най-добрият български футболист е определен отново от читателите на вестника, но този път в рамките на анкета за определяне на най-добрия български спортист.
През 1948 и 1949 г. в. „Свят“ организира анкета между читателите си. През 1955 и 1956 г. организатори са съответно в. „Народен спорт“ и радио „София“. И в двата случая анкетите са за определяне на най-добрите спортисти на България и класациите за най-добър футболист се образуват като посочените футболисти са обособени в самостоятелни класации.
От 1958 до 1971 г. организаторите от в. „Народен спорт“ провеждат анкетите на същия принцип. В анкетата за определяне на най-добър спортист на България за 1960 г. няма посочен нито един футболист, а в следващите години е имало поне един и затова по-късно официалното начало на анкетата за определяне на най-добър футболист на България се води от 1961 г.
В периода 1972 – 1974 г. анкетата се организира от в. „Футбол“ и в нея се посочват само имена на футболисти, т.е. анкетата става самостоятелна. В периода 1975 – 1998 г. организатор е вестник „ИСС Старт“ (Информационен спортен седмичник). От 1999 до 2005 г. организатори са „ИСС Старт“ (въпреки че вестникът не излиза) и в. „Футбол“.
През 2006 г. фирма „Дакс Медия“ откупува правата за организиране на анкетата от последните организатори. За 2013 и 2014 г. организатор е фирма „Футбол Про Медиа“. От 2015 г. „Дакс Медия“, която държи правата, продължава да организира анкетата вече в партньорство с Българската асоциация на спортните журналисти.

## Факти
- Най-много наградата е печелена от Димитър Бербатов – 7 пъти. Следват: 5 пъти – Христо Стоичков и Кирил Десподов; 3 – Христо Бонев и Ивелин Попов; 2 – Георги Найденов, Иван Колев, Александър Шаламанов, Димитър Пенев, Кирил Ивков, Красимир Балъков, Георги Иванов - Гонзо и Димитър Илиев. С една награда са 34 футболисти.
- Най-често в почетната тройка са били: 13 пъти – Димитър Бербатов, 10 пъти – Христо Стоичков, 8 – Стилиян Петров, 6 – Красимир Балъков, 5 – Иван Колев, Александър Шаламанов, Ивелин Попов и Кирил Десподов.
- Най-младите футболисти, печелили наградата за Футболист №1 са Георги Миланов (2012) на 20 и Димитър Бербатов (2002) на 21 години. Най-опитните наградени с приза са Манол Манолов (1958) на 33, Стефан Божков (1955), Иван Колев (1962) и Димитър Илиев (2020) на 32 години.
- В почетната тройка най-младите са Димитър Бербатов (1999) и Валери Божинов (2004) на 18 години. С най-голямо спортно дълголетие, отличени в почетните тройки са Георги Петков (2018) на 42 години и Мартин Камбуров (2021) на 41 години.
- За най-добър футболист на България 25 пъти са били определяни играчи на чуждестранни клубове, 15 пъти са били играчи на ЦСКА (София), 14 пъти на Левски (София), 5 пъти на Славия (София) и Локомотив (Пловдив), 4 пъти на Локомотив (София), 3 пъти на Лудогорец (Разград) и по веднъж на Спартак (София) и Литекс (Ловеч).
- В годините когато са били определени за Футболист № 1 на България, седем футболисти са се състезавали за различни клубове. Двама футболисти са печелили наградата с фланелките на три различни клуба - Димитър Бербатов е печелил с фланелките на Байер (Леверкузен) от Германия, Тотнъм Хотспър и Манчестър Юнайтед от Англия, и Кирил Десподов с ЦСКА (София), Лудогорец (Разград) и ПАОК (Солун) от Гърция; Христо Стоичков е представлявал клубовете ЦСКА (София) и Барселона от Испания; Красимир Балъков - Спортинг (Лисабон) от Португалия и Щутгарт от Германия; Мартин Петров - Волфсбург от Германия и Атлетико (Мадрид) от Испания; Иван Иванов – Партизан (Белград) от Сърбия и Базел от Швейцария и Ивелин Попов – Кубан (Краснодар) и Спартак (Москва) от Русия.
- Борислав Михайлов (1986) и Николай Михайлов (2011) са единствените баща и син, печелили наградата.

## Почетни тройки
| Година | Победител                                                                                | Второ място                                                                     | Трето място                                                                     |
| ------ | ---------------------------------------------------------------------------------------- | ------------------------------------------------------------------------------- | ------------------------------------------------------------------------------- |
| 1931   | Асен Пешев Левски (София)                                                                | –                                                                               | –                                                                               |
| 1939   | Стоян Орманджиев Владислав (Варна)                                                       | –                                                                               | –                                                                               |
| 1942   | Любен Стамболиев Левски (София)                                                          | Кирил Симеонов Македония (Скопие)                                               | Любомир Ангелов ОСК АС-23 (София)                                               |
| 1948   | Васил Спасов ПСК-Левски (София)                                                          | Стоян Орманджиев Локомотив (София)                                              | Крум Милев Локомотив (София)                                                    |
| 1949   | Борис Апостолов Спартак (София)                                                          | Васил Спасов Динамо (София)                                                     | Трайчо Петков Енергия (София)                                                   |
| 1955   | Стефан Божков ЦДНА (София)                                                               | Иван Колев ЦДНА (София)                                                         | –                                                                               |
| 1956   | Иван Колев ЦДНА (София)                                                                  | Стефан Божков ЦДНА (София)                                                      | –                                                                               |
| 1958   | Манол Манолов ЦДНА (София)                                                               | Георги Найденов ЦДНА (София)                                                    | Иван Колев ЦДНА (София)                                                         |
| 1959   | Георги Найденов ЦДНА (София)                                                             | Иван Колев ЦДНА (София)                                                         | –                                                                               |
|        |                                                                                          |                                                                                 |                                                                                 |
| 1961   | Георги Найденов ЦДНА (София)                                                             | Христо Илиев Левски (София)                                                     | Димитър Якимов ЦДНА (София)                                                     |
| 1962   | Иван Колев ЦДНА (София)                                                                  | –                                                                               | –                                                                               |
| 1963   | Александър Шаламанов Славия (София)                                                      | –                                                                               | –                                                                               |
| 1964   | Никола Котков Локомотив (София)                                                          | Георги Аспарухов Левски (София)                                                 | Александър Шаламанов Славия (София)                                             |
| 1965   | Георги Аспарухов Левски (София)                                                          | –                                                                               | –                                                                               |
| 1966   | Александър Шаламанов Славия (София)                                                      | Георги Аспарухов Левски (София)                                                 | Добромир Жечев Спартак (София)                                                  |
| 1967   | Димитър Пенев ЦСКА Червено знаме (София)                                                 | Никола Котков Локомотив (София)                                                 | Александър Шаламанов Славия (София)                                             |
| 1968   | Симеон Симеонов Славия (София)                                                           | Георги Аспарухов Левски (София)                                                 | Димитър Якимов ЦСКА Червено знаме (София)                                       |
| 1969   | Христо Бонев Локомотив (Пловдив)                                                         | Петър Жеков ЦСКА Септемврийско знаме (София)                                    | Димитър Якимов ЦСКА Септемврийско знаме (София)                                 |
| 1970   | Стефан Аладжов Левски-Спартак (София)                                                    | Добромир Жечев Левски-Спартак (София)                                           | Димитър Якимов ЦСКА Септемврийско знаме (София)                                 |
| 1971   | Димитър Пенев ЦСКА Септемврийско знаме (София)                                           | Стефан Аладжов Левски-Спартак (София)                                           | –                                                                               |
| 1972   | Христо Бонев Локомотив (Пловдив)                                                         | Божил Колев ЦСКА Септемврийско знаме (София)                                    | Александър Шаламанов Славия (София)                                             |
| 1973   | Христо Бонев Локомотив (Пловдив)                                                         | Добромир Жечев Левски-Спартак (София)                                           | Иван Стоянов Левски-Спартак (София)                                             |
| 1974   | Кирил Ивков Левски-Спартак (София)                                                       | Божил Колев ЦСКА Септемврийско знаме (София)                                    | Христо Бонев Локомотив (Пловдив)                                                |
| 1975   | Кирил Ивков Левски-Спартак (София)                                                       | Павел Панов Левски-Спартак (София)                                              | Божил Колев ЦСКА Септемврийско знаме (София)                                    |
| 1976   | Божидар Григоров Славия (София)                                                          | Цоньо Василев ЦСКА Септемврийско знаме (София)                                  | Павел Панов Левски-Спартак (София)                                              |
| 1977   | Павел Панов Левски-Спартак (София)                                                       | Атанас Михайлов Локомотив (София)                                               | Андрей Желязков Славия (София)                                                  |
| 1978   | Румен Горанов Локомотив (София)                                                          | Божил Колев ЦСКА Септемврийско знаме (София)                                    | Руси Гочев Черноморец (Бургас) и Левски-Спартак (София)                         |
| 1979   | Атанас Михайлов Локомотив (София)                                                        | Чавдар Цветков Славия (София)                                                   | Андрей Желязков Славия (София)                                                  |
| 1980   | Андрей Желязков Славия (София)                                                           | Георги Славков Тракия (Пловдив)                                                 | Иван Зафиров ЦСКА Септемврийско знаме (София)                                   |
| 1981   | Георги Велинов ЦСКА Септемврийско знаме (София)                                          | Георги Димитров ЦСКА Септемврийско знаме (София)                                | Георги Славков Тракия (Пловдив)                                                 |
| 1982   | Радослав Здравков ЦСКА Септемврийско знаме (София)                                       | Пламен Николов Левски-Спартак (София)                                           | Георги Димитров ЦСКА Септемврийско знаме (София)                                |
| 1983   | Стойчо Младенов ЦСКА Септемврийско знаме (София)                                         | Борислав Михайлов Левски-Спартак (София)                                        | Божидар Искренов - Гиби Левски-Спартак (София)                                  |
| 1984   | Пламен Николов Левски-Спартак (София)                                                    | Борислав Михайлов Левски-Спартак (София)                                        | Георги Димитров ЦСКА Септемврийско знаме (София)                                |
| 1985   | Георги Димитров Средец (София)                                                           | Пламен Гетов Спартак (Плевен)                                                   | Петър Петров Витоша (София)                                                     |
| 1986   | Борислав Михайлов Витоша (София)                                                         | Наско Сираков Витоша (София)                                                    | Аян Садъков Локомотив (Пловдив)                                                 |
| 1987   | Николай Илиев Витоша (София)                                                             | Лъчезар Танев ЦФКА Средец (София)                                               | Наско Сираков Витоша (София)                                                    |
| 1988   | Любослав Пенев ЦФКА Средец (София)                                                       | Николай Илиев Витоша (София)                                                    | Христо Стоичков ЦФКА Средец (София)                                             |
| 1989   | Христо Стоичков ЦСКА (София)                                                             | Трифон Иванов ЦСКА (София)                                                      | Илия Вълов ЦСКА (София)                                                         |
| 1990   | Христо Стоичков ЦСКА (София) и Барселона (Барселона, Испания)                            | Николай Тодоров – Кайзера Локомотив (София)                                     | Любослав Пенев Валенсия (Валенсия, Испания)                                     |
| 1991   | Христо Стоичков Барселона (Барселона, Испания)                                           | Наско Сираков Еспаньол (Барселона, Испания) и Левски (София)                    | Георги Велинов Сливен (Сливен) и ЦСКА (София)                                   |
| 1992   | Христо Стоичков Барселона (Барселона, Испания)                                           | Красимир Балъков Спортинг (Лисабон, Португалия)                                 | Емил Костадинов Порто (Порто, Португалия)                                       |
| 1993   | Емил Костадинов Порто (Порто, Португалия)                                                | Петър Хубчев Левски (София)                                                     | Христо Стоичков Барселона (Барселона, Испания)                                  |
| 1994   | Христо Стоичков Барселона (Барселона, Испания)                                           | Йордан Лечков Хамбургер ШФ (Хамбург, Германия)                                  | Красимир Балъков Спортинг (Лисабон, Португалия)                                 |
| 1995   | Красимир Балъков Спортинг (Лисабон, Португалия) и Щутгарт (Щутгарт, Германия)            | Христо Стоичков Барселона (Барселона, Испания) и Парма (Парма, Италия)          | Емил Костадинов Депортиво (Ла Коруня, Испания) и Байерн (Мюнхен, Германия)      |
| 1996   | Трифон Иванов Рапид (Виена, Австрия)                                                     | Красимир Балъков Щутгарт (Щутгарт, Германия)                                    | Христо Стоичков Парма (Парма, Италия) и Барселона (Барселона, Испания)          |
| 1997   | Красимир Балъков Щутгарт (Щутгарт, Германия)                                             | Трифон Иванов Рапид (Виена, Австрия) и Аустрия (Виена, Австрия)                 | Златко Янков Бешикташ (Истанбул, Турция)                                        |
| 1998   | Ивайло Йорданов Спортинг (Лисабон, Португалия)                                           | Мариян Христов Кайзерслаутерн (Кайзерслаутерн, Германия)                        | Георги Иванов - Гонзо Левски (София)                                            |
| 1999   | Александър Александров Левски (София)                                                    | Станимир Стоилов Левски (София)                                                 | Димитър Бербатов ЦСКА (София)                                                   |
| 2000   | Георги Иванов - Гонзо Левски (София)                                                     | Стилиян Петров Селтик (Глазгоу, Шотландия)                                      | Христо Стоичков Чикаго Файър (Чикаго, САЩ)                                      |
| 2001   | Георги Иванов - Гонзо Левски (София)                                                     | Стилиян Петров Селтик (Глазгоу, Шотландия)                                      | Димитър Бербатов Байер (Леверкузен, Германия)                                   |
| 2002   | Димитър Бербатов Байер (Леверкузен, Германия)                                            | Красимир Балъков Щутгарт (Щутгарт, Германия)                                    | Стилиян Петров Селтик (Глазгоу, Шотландия)                                      |
| 2003   | Стилиян Петров Селтик (Глазгоу, Шотландия)                                               | Димитър Бербатов Байер (Леверкузен, Германия)                                   | Мартин Петров Волфсбург (Волфсбург, Германия)                                   |
| 2004   | Димитър Бербатов Байер (Леверкузен, Германия)                                            | Валери Божинов Лече (Лече, Италия)                                              | Мартин Петров Волфсбург (Волфсбург, Германия)                                   |
| 2005   | Димитър Бербатов Байер (Леверкузен, Германия)                                            | Стилиян Петров Селтик (Глазгоу, Шотландия)                                      | Даниел Боримиров Левски (София)                                                 |
| 2006   | Мартин Петров Волфсбург (Волфсбург, Германия) и Атлетико (Мадрид, Испания)               | Димитър Бербатов Байер (Леверкузен, Германия) и Тотнъм Хотспър (Лондон, Англия) | Стилиян Петров Селтик (Глазгоу, Шотландия) и Астън Вила (Бирмингам, Англия)     |
| 2007   | Димитър Бербатов Тотнъм Хотспър (Лондон, Англия)                                         | Мартин Петров Манчестър Сити (Манчестър, Англия)                                | Георги Петков Левски (София)                                                    |
| 2008   | Димитър Бербатов Тотнъм Хотспър (Лондон, Англия) и Манчестър Юнайтед (Манчестър, Англия) | Георги Петков Левски (София)                                                    | Благой Георгиев МСВ (Дуисбург, Германия) и Славия (София)                       |
| 2009   | Димитър Бербатов Манчестър Юнайтед (Манчестър, Англия)                                   | Стилиян Петров Астън Вила (Бирмингам, Англия)                                   | Благой Георгиев Терек (Грозни, Русия)                                           |
| 2010   | Димитър Бербатов Манчестър Юнайтед (Манчестър, Англия)                                   | Ивелин Попов Литекс (Ловеч) и Газиантепспор (Газиантеп, Турция)                 | Николай Михайлов Твенте (Енсхеде, Холандия)                                     |
| 2011   | Николай Михайлов Твенте (Енсхеде, Холандия)                                              | Стилиян Петров Астън Вила (Бирмингам, Англия)                                   | Димитър Бербатов Манчестър Юнайтед (Манчестър, Англия)                          |
| 2012   | Георги Миланов Литекс (Ловеч)                                                            | Иван Иванов Партизан (Белград, Сърбия)                                          | Станислав Манолев ПСВ (Айндховен, Холандия)                                     |
| 2013   | Иван Иванов Партизан (Белград, Сърбия) и Базел (Базел, Швейцария)                        | Ивелин Попов Кубан (Краснодар, Русия)                                           | Светослав Дяков Лудогорец (Разград)                                             |
| 2014   | Владислав Стоянов Лудогорец (Разград)                                                    | Светослав Дяков Лудогорец (Разград)                                             | Димитър Бербатов Фулъм (Лондон, Англия) и Монако (Монако, Франция)              |
| 2015   | Ивелин Попов Кубан (Краснодар, Русия) и Спартак (Москва, Русия)                          | Ивайло Чочев Палермо (Палермо, Италия)                                          | Георги Миланов ЦСКА (Москва, Русия)                                             |
| 2016   | Ивелин Попов Спартак (Москва, Русия)                                                     | Светослав Дяков Лудогорец (Разград)                                             | Владислав Стоянов Лудогорец (Разград)                                           |
| 2017   | Ивелин Попов Спартак (Москва, Русия)                                                     | Мартин Камбуров Локомотив (Пловдив) и Берое (Стара Загора)                      | Тодор Неделев Ботев (Пловдив)                                                   |
| 2018   | Кирил Десподов ЦСКА (София)                                                              | Георги Петков Славия (София)                                                    | Тодор Неделев Ботев (Пловдив)                                                   |
| 2019   | Димитър Илиев Локомотив (Пловдив)                                                        | Антон Недялков Лудогорец (Разград)                                              | Васил Божиков Слован (Братислава, Словакия)                                     |
| 2020   | Димитър Илиев Локомотив (Пловдив)                                                        | Валентин Антов ЦСКА (София)                                                     | Антон Недялков Лудогорец (Разград)                                              |
| 2021   | Кирил Десподов Лудогорец (Разград)                                                       | Мартин Камбуров Берое (Стара Загора)                                            | Георги Йомов ЦСКА (София)                                                       |
| 2022   | Кирил Десподов Лудогорец (Разград)                                                       | Илия Груев Вердер (Бремен, Германия)                                            | Ивайло Чочев ЦСКА 1948 (София)                                                  |
| 2023   | Кирил Десподов Лудогорец (Разград) и ПАОК (Солун, Гърция)                                | Илия Груев Вердер (Бремен, Германия) и Лийдс Юнайтед (Лийдс, Англия)            | Ивайло Чочев ЦСКА 1948 (София) и Лудогорец (Разград)                            |
| 2024   | Кирил Десподов ПАОК (Солун, Гърция)                                                      | Илия Груев Лийдс Юнайтед (Лийдс, Англия)                                        | Димитър Митов Сейнт Джонстън (Пърт, Шотландия) и Абърдийн (Абърдийн, Шотландия) |
| 2025   | – –                                                                                      | – –                                                                             | – –                                                                             |
| 2026   | – –                                                                                      | – –                                                                             | – –                                                                             |
| 2027   | – –                                                                                      | – –                                                                             | – –                                                                             |
| 2028   | – –                                                                                      | – –                                                                             | – –                                                                             |
| 2029   | – –                                                                                      | – –                                                                             | – –                                                                             |
| 2030   | – –                                                                                      | – –                                                                             | – –                                                                             |
| 2031   | – –                                                                                      | – –                                                                             | – –                                                                             |